# Kabinett Ganzuri I
Das Erste Kabinett el-Ganzuri war vom 11. Januar 1996 bis 5. Oktober 1999 die Regierung Ägyptens.
Muhammad Husni Mubarak ernannte es und löste es durch die Ernennung des Kabinetts Abaid, in dem 19 Minister des Ersten Kabinetts el-Ganzuri verblieben, ab.
Am 24. November 2011 wurde Kamal el-Ganzuri erneut zum Premierminister ernannt, diesmal vom Obersten Rat der Streitkräfte. Dadurch ergab sich die Formung eines „Zweiten Kabinetts el-Ganzuri“, welches vom Ersten Kabinett el-Ganzuri zu unterscheiden ist.

## Regierungsmitglieder
| Ministerium                                                                   | Minister                                                                                    | Bemerkung                                                      | Ernannt / Vereidigt |
| ----------------------------------------------------------------------------- | ------------------------------------------------------------------------------------------- | -------------------------------------------------------------- | ------------------- |
| Premierminister                                                               | Kamal el-Ganzuri                                                                            |                                                                | 11. Jan. 1996       |
| Ministerium für Landwirtschaft und Landforderungen                            | Yousef Wali                                                                                 |                                                                | 1982                |
| Verteidigungsministerium                                                      | Mohammed Hussein Tantawi                                                                    |                                                                | 1991                |
| Außenministerium                                                              | Amr Musa                                                                                    |                                                                | 1991                |
| Innenministerium                                                              | zunächst Hassan al-Alfi, später Habib al-Adli                                               |                                                                | bis Nov. 1997       |
| Informationsministerium                                                       | Safwat El-Sherif                                                                            | Fernsehanstalten                                               | 1982                |
| Hochschul- und Forschungsministerium                                          | Moufed Mahmoud Shehab                                                                       |                                                                | 1997                |
| Justizministerium                                                             | Farouk Mahmoud Seif El-Nasr                                                                 |                                                                | 1990                |
| Ministerium für Stiftungen nach islamischem Recht                             | Mahmoud Zakzouk                                                                             |                                                                | Juli 1997           |
| Kulturministerium                                                             | Farouk Hosny                                                                                |                                                                | 1987                |
| Tourismusministerium                                                          | Mohammed Mamdouh El-Beltagui                                                                |                                                                | Okt. 1993           |
| Ministerium für den Schura-Rat                                                | Kamal Mohammed El-Shazli                                                                    |                                                                | Okt. 1993           |
| Ministerium für Siedlungs- und Wohnungsbau                                    | Mohammed Ibrahim Suleiman                                                                   |                                                                | Okt. 1993           |
| Ministerium für Beschäftigung- und Migration                                  | Ahmad Ahmad El-Amawy                                                                        |                                                                | 1993                |
| Ministerium für administrative Entwicklung                                    | Mohamed Zaki Abu Amer                                                                       | (* März 1946)                                                  | 1993                |
| Gesundheits- und Bevölkerungsministerium                                      | Ismail Awad-Allah Sallam Ismail Awadallah Sallam (* 21. Juli 1941 im Monoufeya Governorate) |                                                                | 1996                |
| Ministerium für Bewässerung und öffentliche Arbeiten.                         | Mahmoud Abu Zeid                                                                            |                                                                | Juli 1997           |
| Umweltministerium                                                             | Nadia Makram Ebeid Nadia Makran Ebeid                                                       |                                                                | 1997                |
| Bildungsministerium                                                           | Hussein Kamel Bahaeddin                                                                     |                                                                | 1992                |
| Ministerium für Wirtschaft ab 1997 Ministerium für Wirtschaft und Außenhandel | Youssef Boutros Ghali                                                                       |                                                                | 1993                |
| Ministerium der Betriebe der Streitkräfte Ägyptens                            | Mohammed Hussein Tantawi                                                                    |                                                                | 1991                |
| Ministerium für Wirtschaft und wirtschaftliche Zusammenarbeit                 | Nawal al-Tahtawi                                                                            | erstmals eine Frau in diesem Ressort in einem arabischen Staat | 11. Jan. 1996       |
| Finanzministerium                                                             | Mohie El Din El Ghareeb                                                                     | [ 2 ]                                                          | 1990                |
| Ministerium für Elektrizität und Energie                                      | Mohamed Maher Abaza                                                                         |                                                                | 1984                |
| Ministerium für Erdöl                                                         | Hamdi El-Banbi Hamdi al-Banbi by Suhayr al-Husayni                                          |                                                                |                     |
| Ministerium für Staatsbetriebe                                                | Atif Abaid                                                                                  |                                                                |                     |
| Ministerium für Planung und internationale Zusammenarbeit                     | (Mohamed Zaki Abu Amer), Zafer El-Bishri                                                    |                                                                |                     |
| Ministerium der Unternehmen der Streitkräfte Ägyptens                         | zunächst Mohammed Hussein Tantawi, später Mohamed Ghamrawi                                  |                                                                | bis 8. Juli 1997    |
| Ministerium für Pensionen und Soziales                                        | Mervat El-Tellawi                                                                           |                                                                | 8. Juli 1997        |
| Ministerium für Industrie und Bodenschätze                                    | Suleiman Reda                                                                               |                                                                |                     |
| Ministerium für Verkehr, Kommunikation und Zivilluftfahrt                     | Suleiman Metwalli                                                                           |                                                                | 8. Juli 1997        |
| Ministerium für Versorgung und internationalen Handel                         | Ahmed Gweili Ahmad Guwaili                                                                  |                                                                | 8. Juli 1997        |
| Ministerium für ländliche Entwicklung                                         | Mahmoud Sherif                                                                              |                                                                | 8. Juli 1997        |
| Minister für Angelegenheiten des Kabinetts                                    | Talaat Hammad                                                                               |                                                                |                     |
| Dschihaz al-Muchabarat al-Amma                                                | Omar Suleiman                                                                               |                                                                | 1993                |
| Suezkanalbehörde                                                              | Ahmed Fadel                                                                                 |                                                                |                     |

Quelle: 